# Жозеф Сијес
Емануел Жозеф Сијес (фр. Emmanuel Joseph Sieyès; Фрежис, 3. мај 1748 — Париз, 20. јун 1836), познатији као опат Сијес (фр. l'abbé Sieyès) је био један од најзначајнијих теоретичара Француске револуције. Иако је припадао првом сталежу, по избијању Револуције стаје уз трећи сталеж чија је права бранио и током режима старог поретка. Изложио је положај и захтеве трећег сталежа у чувеном памфлету "Шта је трећи сталеж". Био је један од директора Француске републике и конзула уз Наполеона Бонапарту. Након проглашења Царства не истиче се у политичком животу. Умро је у дубокој старости.

## Детињство и младост
Рођен је 3. маја 1748. године као пето дете Онора и Анабеле Сијес у граду Фрежису у јужној Француској. Отац му је био цариник са скромном зарадом. Основно образовање је стекао код језуита. Неко време је студирао на колеџу у Драгињану. Првобитно је Сијес желео да постане војник, али је био слабог здравља. Због тога је био предодређен за верску каријеру. У томе му је помогао викар Фрежиса кога је задужио Жозефов отац. Сијес је десет година учио на богословији у Паризу. Тамо студира теологију и припрема се за свештеничку каријеру. Због својих способности и интереса за науку, Сијес је убрзо стекао репутацију. Исказивао је отпорност према традиционалном богослужењу. За свештеника је припреман на Сорбони. На њега су утицај имали Џон Лок, Етјен Кондилак, Турго и други француски енциклопедисти и просвећени мислиоци. Године 1770. Сијес је добио диплому из теологије. Рангиран је на дну листе због својих антипатија према верском образовању. Године 1772. рукоположен је у чин свештеника. Није се одмах запослио. Напада француски "стари поредак" и брани интересе трећег сталежа. Краљ Луј XVI, под претњом банкрота државе, пристао је 1788. године да сазове скупштину сталежа која се није састајала више од 150 година. Жак Некер је упутио позив филозофима да изнесу своје ставове у погледу организације друштва. Сијесу је то омогућило да јануара 1789. године објави свој чувени памфлет: Шта је трећи сталеж? (француски: Qu'est-ce que le tiers-état). Чувен је његов лаконски одговор на питање из наслова памфлета:
"Шта је трећи сталеж? Све. Шта је до сада био? Ништа. Шта жели? Да постане нешто."

## Владавина жирондинаца
Памфлет је био веома успешан. Упркос припадности првом, свештеничком сталежу, опат Сијес је пришао посланицима трећег сталежа који су отказали послушност краљу. Слично су учинили многобројни припадници нижег клера незадовољни својим положајем, па чак и двојица припадника другог, племићког сталежа. Сијес је играо значајну улогу у првим годинама Француске револуције. Учествовао је у изради Декларације о правима човека и грађанина. Иако се не истиче као велики говорник (говорио је ретко и кратко), имао је велики политички утицај. Био је против мера укидања десетка и одузимања црквеног земљишта које је усвојила Народна скупштина на седници од 3/4. августа 1789. године. То га је дискредитовало у Народној скупштини, те Сијес није успео лако да поврати свој ауторитет. Противио се праву апсолутног вета француског краља. После пролећа 1790. године Сијес је у сенци других политичара. Две недеље био је председник Националне уставотворне скупштине.
Као и други чланови Уставотворне скупштине, и Сијес је искључен из Законодавне скупштине која је Уставотворну наследила након доношења устава из 1791. године. Меру је предложио Максимилијан Робеспјер. Сијес је члан Националног конвента који је наследио Законодавну скупштину (септембар 1792. - септембар 1795). Гласао је за погубљење Луја XVI које је извршено јануара 1793. године. Током јакобинске диктатуре, Сијес се одрекао католичке вере под притиском монтањарског конвента. Када су га касније упитали шта је радио током владавине терора, он је одговорио: "Живео сам".

## Термидорци и Директоријум
Сијес се поново појављује на политичкој сцени Француске после Термидорске реакције којом је збачена јакобинска влада. Године 1795. предводи дипломатску мисију у Хагу која је израдила споразум између Француске и новопроглашене Батавијске републике. Био је противник устава из 1795. године и одбио је место директора. Маја 1798. године био је пуномоћник Француске у Берлину. Подстицао је Прусе да стану уз Француску против Друге коалиције. Његови напори нису уродили плодом. Маја 1799. године двојица директора добила су оставку. Сијес је изабран за директора уместо Жана Франсоа Ревбела. Ипак, ковао је заверу против Директоријума покушавајући да подрије устав треће године. Због тога је издејствовао затварање јакобинског клуба и генералу Жуберу предлагао извршење пуча.

## Конзулат
Жубер је погинуо 1799. године у бици код Новог. Наполеон Бонапарта се октобра исте године вратио из Египта. Сијес је њему предложио исто што и Жуберу. Борба против Друге коалиције текла је успешно, а Наполеон није желео да све заслуге припадну Директоријуму. Због тога је прихватио Сијесов план. У државном удару 18. бримера збачен је други Директоријум. Наполеон је преузео власт формирајући привремени Конзулат. Сијес и Роже-Дико били су друга двојица конзула. Убрзо је Сијес пензионисан на месту привременог конзула. Постао је један од првих чланова Сената. Представљао је Сенат 1799. године. Од Наполеона је добио велико имање у Крону.

## Након револуције
Током периода Француског царства (1804—1814), Сијес се није политички истицао. Током Наполеонових 100 дана (1815), Сијес је био члан "коморе равноправних". Након Бурбонске рестаурације, Сијес је 1816. године избачен из Академије моралних и политичких наука од стране Луја XVIII. Преселио се у Брисел, али се после Јулске револуције (1830) вратио у Француску. Умро је у Паризу 1836. године у животној доби од 88 година.

### Примарни извори
- Sieyès, Comte Emmanuel Joseph, M. Blondel, and Samuel Edward Finer, eds. What is the Third Estate? London: Pall Mall Press, 1963.